# ريتشارد روي
ريتشارد روي (بالإنجليزية: Richard Roy)‏ هو لاعب كرة قدم بريطاني في مركز الهجوم، ولد في 10 أكتوبر 1987 في ترينيداد وتوباغو. شارك مع منتخب ترينيداد وتوباغو لكرة القدم. أما مع النوادي، فقد لعب مع ديفينس فورس.

## وصلات خارجية
- ريتشارد روي على موقع قاعدة بيانات كرة القدم.إي يو (الإنجليزية)
- ريتشارد روي على موقع ناشيونال فوتبول تيمز (الإنجليزية)
- ريتشارد روي على موقع Soccerbase.com (لاعب) (الإنجليزية)